# KV65
KV65는 이집트 룩소르 인근 왕들의 계곡 서쪽에 있는 무덤 유적이다. 2018년 이집트학자 자히 하와스의 발굴팀이 처음 발견하였으며 2019년에 그 존재가 공식 발표되었다.
내부 구조는 직사각형으로 된 경사진 갱도이며 제18왕조대에 건설된 왕릉 입구와 비슷한 비율로 되어 있다. 그 안에는 건설 도구, 밧줄 조각, 동물 뼈, 가죽, 도자기, 음식 찌꺼기 등 다양한 흔적들이 발견되었다. 이 흔적으로 KV54가 투탕카멘의 방부처리용 은닉처로 활용되었던 것처럼, KV64도 장례식과 방부처리 흔적이 이루어진 은닉처라는 설이 제기되고 있다.

## 옛 KV65 명칭 무덤
2008년 8월 왕가의 계곡에서 발견된 갱도에 'KV65'라는 이름이 붙기도 했다. 무덤 입구는 제18왕조 양식으로 지어졌다고 하나, 내부 구조나 장식, 주인에 대해서는 알려진 바가 없다.

## 같이 보기
- KV63
- KV64